# Правописен речник на българския език
Правописен речник на българския език е официален справочен речник на правописа и правоговора на българския език, съставян от Института за български език при БАН. Той съдържа лексемите и основните им словоформи и принципите на правописа и пунктуацията. ИБЕ към БАН е оправомощен да следи измененията и проблемите в езика и да внася единство в него.
Последното издание (2012 г.) на речника е озаглавено „Официален правописен речник на българския език“, издателство „Просвета“. Той представлява актуалната кодификация на българския книжовен език, съставена от Института за български език.
От 2022 г. ИБЕ, в сътрудничество с Института по информационни и комуникационни технологии към БАН, разработва платформата БЕРОН (Български езикови ресурси онлайн), чрез която Официалният речник на българския език става достъпен безплатно онлайн. Проектът БЕРОН е завършен през май 2024 г.

## История
Речникът е променял неколкократно името си през годините. Следва обратно хронологичен списък на изданията:
- 2012 г. „Официален правописен речник на българския език“, издателство „Просвета“ ISBN 978-954-01-2701-9
- 2002 г. „Нов правописен речник на българския език“, издателство „Хейзъл“ ISBN 954-8283-61-1
- 1995 г. „Правописен речник на съвременния български книжовен език“
- 1983 г. „Правописен речник на съвременния български книжовен език“
- 1960 г. „Правописен речник на българския книжовен език“, София, ДИ „Народна просвета“, Л. Андрейчин, Вл. Георгиев, Ив. Леков, Ст. Стойков